# Erwin Hegemann
Erwin Hegemann (* 26. Februar 1924 im Gebiet des heutigen Wuppertal; † 21. August 1999 auf Bornholm) war ein deutscher Künstler.
Erwin Hegemann gilt als einer der besten Porträtmaler Deutschlands nach dem Zweiten Weltkrieg. Er war außerdem als Grafiker, Bildhauer und auch in anderen Kunstbereichen tätig. Er arbeitete bis zu seinem Lebensende in Hagen.

## Leben

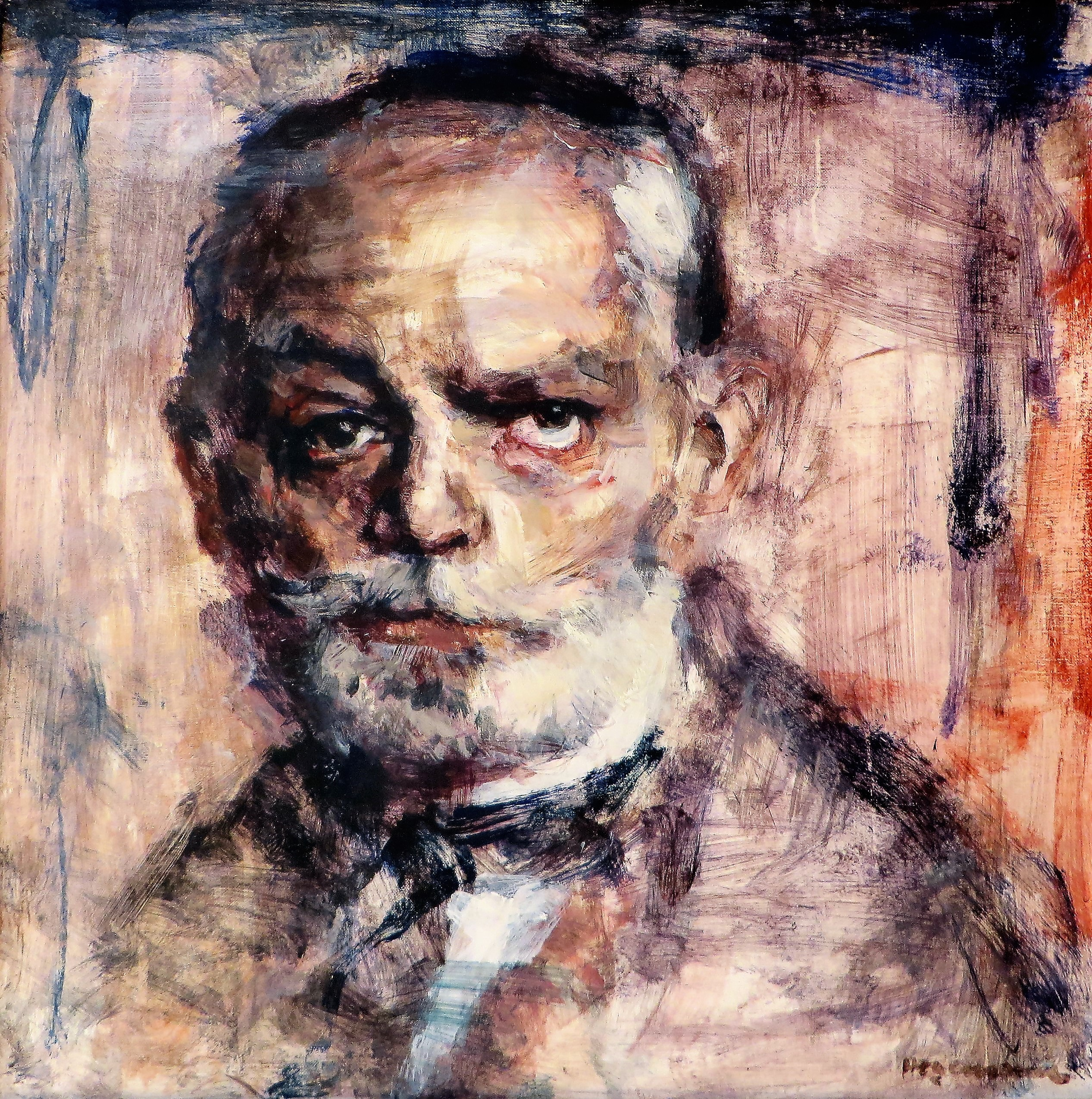
Porträt von Willi Cuno

Im Gebiet des späteren Wuppertal geboren, zog Hegemann 1930 mit seiner Familie nach Hagen. 1938 begann er dort eine Lehre als Plakatmaler. 1941 nahm er ein Studium an der Kunstakademie Düsseldorf – Freie und angewandte Malerei und Grafik (Spezialgebiet Porträt) – auf. Dort war er Schüler von Franz Doll und Julius Paul Junghanns. Schon 1942 wurde er zum Reichsarbeitsdienst einberufen. Es folgten Gefangenschaft, Flucht und Internierung.
Von 1951 bis 1956 war er an der kaufmännischen Berufsschule Hagen tätig.
Von 1989 bis 1995 war Hegemann Dozent an der Akademie für bildende Kunst Vulkaneifel. Am 21. August 1999 starb er auf der Insel Bornholm.
Die Erwin Hegemann Schule, eine Gemeinschaftsgrundschule der Stadt Hagen, ist nach ihm benannt.

## Einzelausstellungen
- 1957 Karl-Ernst-Osthaus Museum, Hagen
- 1958 Stadttheater Hagen (sowie 1973 und 1976)
- 1959 Cuno-Berufsschule, Hagen
- 1959 Galerie Seide, Hannover

- 1960 Galerie Clasing, Münster (sowie 1961, 1963 und 1973)
- 1963 Museum der Stadt Wuppertal
- 1963 Galerie Blome, Wanne-Eickel
- 1969 Museum am Ostwall, Dortmund
- 1969 Dresdner Bank, Hagen
- 1969 Hagenring-Galerie, Hagen

- 1971 Galerie Dörner, Hagen
- 1972 Karl-Ernst-Osthaus-Museum, Hagen
- 1973 Ruhrgalerie, Herdecke (sowie 1976)
- 1974 Galerie Oben, Hagen (sowie 1976)
- 1974 Schloss Wöbbel, Detmold
- 1974 Stadtsaal Wetter
- 1977 Galerie Studio 1, Meindorf, St. Augustin
- 1978 Galerie Bergrohr, Herne
- 1979 Hoesch- und Krupp Stand, IAA Frankfurt
- 1979 „Spontan“ Atelier, Hagen (sowie 1980–2006)

- 1980 Krupp Stand Leipzig, Posen, Hannover und Zagreb (sowie 1981–1990)
- 1981 Galerie Sparkasse, Breckerfeld (sowie 1996)
- 1981 Bürgerhaus Wetter
- 1981 Kunstverein Schwelm
- 1982 Sparkasse Hagen (sowie 1984, 1986 und 1991)
- 1982 Galerie „petit“, Hagen
- 1982 Ruhrgalerie, Herdecke (sowie 1989)
- 1983 Galerie Dr. Karimi-Kreuter, Berlin
- 1983 Sparkasse Iserlohn
- 1984 Hoesch-Galerie, Hannover
- 1985 Galerie Schoeneck, Basel
- 1986 Sparkasse Hemer
- 1986 Galerie Monika-Elisabeth, Hemer
- 1986 Galerie Blaeser, Düsseldorf
- 1986 Volksbank, Hagen (sowie 1993 und 1997)
- 1987 Galerie Blaeser, Düsseldorf
- 1987 Galerie Buhre, Unna
- 1989 Galerie im Fachwerk, Herdecke

- 1990 Karl-Ernst-Osthaus-Museum, Hagen
- 1990 Galerie Blaeser, Düsseldorf
- 1990 Krupp-Stand, Paris und Essen
- 1990 Galerie Blaeser, Großhelfendorf bei München
- 1991 Bürgerhaus, Wetter
- 1991 Volksbank Prüm
- 1992 St. Vith, Belgien
- 1992 Krupp-Stand, Hannover
- 1992 Eco-Stand, Hannover
- 1993 Volksbank, Altena
- 1994 Galerie Blaeser, Düsseldorf
- 1994 Sparkasse Hagen
- 1995 Felsen-Museum, Hemer
- 1995 Galerie Cramer, Hagen
- 1996 Stora, Hagen
- 1996 Südwestfälische Industrie- und Handelskammer, Hagen
- 1997 Volksbank Hagen
- 1999 Galerie Hühn, Gevelsberg
- 1999 Kapelle St. Josef-Hospital, Bochum

- 2002 Sparkasse Hagen
- 2004 Karl-Ernst-Osthaus-Museum, Hagen

## Kunst im öffentlichen Raum

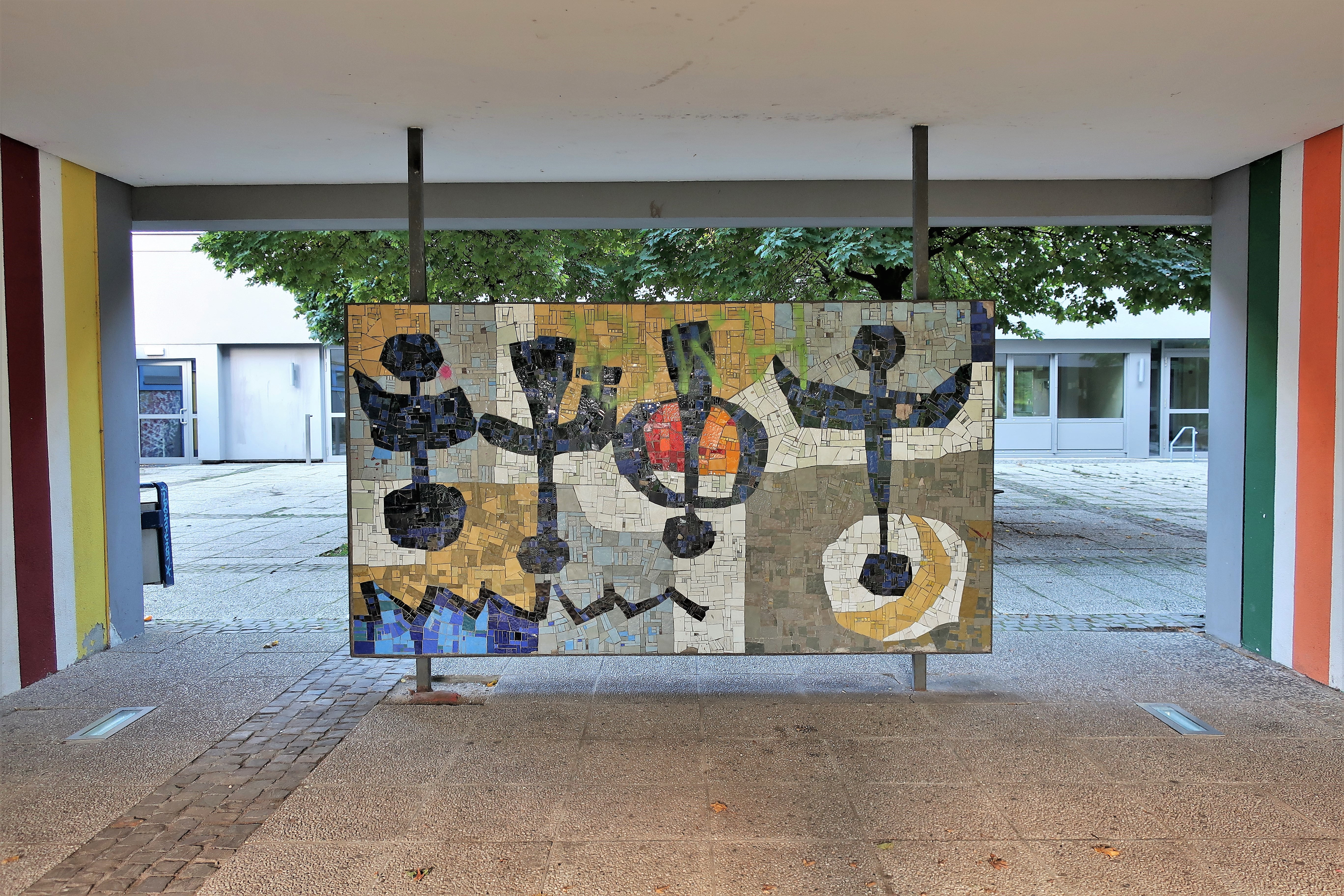
Mosaikwand am Theodor-Heuss-Gymnasium in Hagen

- Röhrenbrunnen „Fontana“ vor dem Bildungs- und Verwaltungszentrum (BVZ) Bochum[3]
- Mosaik, Henry-van-de-Velde-Grundschule der Stadt Hagen[4]
- Edelstahlrelief, Grundschule Hestert, Hagen[5]
- Brunnenanlage,  Albrecht-Dürer-Gymnasium, Hagen[6]

## Museen
- Bildersammlung, Osthaus Museum Hagen[7]
- Porträt Henriette Davidis im Henriette-Davidis-Museum, Wetter-Wengern[8]